# Țapinarii
Țapinarii este un film românesc din 1982 regizat de Ioan Cărmăzan. Rolurile principale au fost interpretate de actorii Remus Mărgineanu, Mariana Buruiană, Șerban Ionescu.

## Distribuție
Distribuția filmului este alcătuită din:
- Șerban Ionescu — Negruț
- Vasile Ciucanu — Crișan
- Avram Birău — Gâju
- George Apostu — Cernea
- Constantin Ghenescu — Omul cu casetofon
- Ion Săsăran — Vrânceanu
- Ioana Drăgan — Soția lui Vrânceanu
- Remus Mărgineanu — Tomocea
- Zoltán Vadász — Basarabu
- Ion Andrei — Iza
- Mariana Buruiană — Oltea

## Primire
Filmul a fost vizionat de 1.297.935 de spectatori în cinematografele din România, după cum atestă o situație a numărului de spectatori înregistrat de filmele românești de la data premierei și până la data de 31 decembrie 2014 alcătuită de Centrul Național al Cinematografiei.